# Не брать живым
«Не брать живым» (англ. Green Zone) — британский боевик 2010 года, седьмой полнометражный фильм режиссёра Пола Гринграсса и сценариста Брайана Хелгеланда, снятый по мотивам научно-популярной книги журналиста Раджива Чандрасекарана «Имперская жизнь в Изумрудном городе» 2006 года. В книге описана жизнь в Зелёной зоне Багдада во время вторжения в Ирак в 2003 году.
Ключевыми персонажами фильма являются генерал Мохаммед Аль-Рави (Игал Наор), который скрывается в Багдаде во время вторжения в Ирак, и старший уорент-офицер армии США Рой Миллер (Мэтт Деймон), руководитель Мобильной поисковой группы, которая занимается поиском иракского оружия массового уничтожения (ОМУ). Миллер обнаруживает, что большая часть предоставленной ему информации неточна. Его попытки найти правдивую историю об оружии блокируются сотрудником Министерства обороны США Кларком Паундстоуном (Грег Киннир). В актёрском составе также есть Брендан Глисон, Эми Райан, Халид Абдалла и Джейсон Айзекс.
Фильм был снят компанией Working Title Films при финансовой поддержке Universal Pictures, StudioCanal, Relativity Media, Antena 3 Films и Dentsu. Основные съёмки начались в январе 2008 года в Испании, позже они были перенесены в Марокко и Великобританию.
Премьера фильма «Не брать живым» состоялась на Международном фестивале фантастических фильмов в Юбари в Японии 26 февраля 2010 года, а 11 марта 2010 года он был выпущен в Австралии, России, Казахстане, Малайзии и Сингапуре, а на следующий день ещё в 10 странах, среди которых Соединённые Штаты, Великобритания и Канада. Фильм в целом получил неоднозначные отзывы критиков и стал настоящим кассовым провалом, поскольку производство обошлось в 100 миллионов долларов плюс 40 миллионов на маркетинг, в то время как мировые прокаты собрали всего 94 882 549 долларов.

## Сюжет
19 марта 2003 года генерал иракской армии Мохаммед Аль-Рави бежал из своей резиденции во время бомбардировки Багдада. Перед тем как покинуть комплекс, он передает блокнот своему помощнику Сейеду, проинструктировав его предупредить своих офицеров, чтобы они разошлись по своим конспиративным квартирам и ждали его сигнала.
Четыре недели спустя старший прапорщик армии США Рой Миллер и его взвод проверяют склад иракского оружия массового уничтожения. После перестрелки со снайпером Миллер обнаруживает, что склад пуст, и это уже третий раз подряд, когда официальная миссия заходит в тупик. Позже, на разборе полетов, Миллер подчеркивает, что большая часть предоставленной ему информации является неточной и анонимной. Высокопоставленные чиновники быстро отвергли его опасения. Впоследствии офицер ЦРУ Мартин Браун сообщил ему, что следующее место, где он должен провести обыск, было осмотрено группой Организации Объединённых Наций за два месяца до этого и что оно также оказалось пустым.
Тем временем представитель Министерства обороны США Кларк Паундстоун встречает в аэропорту возвращающегося иракского политика Ахмеда Зубайди. Репортер Wall Street Journal Лори Дейн задает вопросы Паундстоуну и хочет поговорить непосредственно с "Магелланом" (по мотивам реального информатора "Curveball"), но Паундстоун отмахивается от нее.
Тем временем, во время проверки очередного бесперспективного объекта, к Миллеру подходит иракец, называющий себя "Фредди", и рассказывает, что видел, как в соседнем доме собирались высокопоставленные лица партии Баас. Среди них Аль-Рави и его офицеры и помощники в Багдаде, которые обсуждают текущую ситуацию. Аль-Рави решает дождаться, когда американцы предложат ему сделку, и атаковать, если они этого не сделают. Когда встреча заканчивается, Миллер и его люди совершают налет на дом. Аль-Рави чудом удается спастись, но Сейед попадает в плен. Прежде чем Миллер успевает извлечь много информации, Сейеда забирают бойцы спецназа, которые вступают в драку с командой Миллера. Однако записная книжка Аль-Рави остается у Миллера.
Миллер отправляется в отель Брауна в Зелёной зоне, где тот рассказывает ему, что произошло, и отдает записную книжку. Браун организует Миллеру вход в тюрьму, где допрашивают Сейеда. Затем Дейн подходит к Миллеру, который расспрашивает его о ложных сообщениях об оружии массового уничтожения. Миллер блефует, чтобы пробраться к Сейеду. На грани смерти, после пыток, он говорит Миллеру, что они "сделали все, о чем вы нас просили на собрании". Когда Миллер спрашивает, о каком собрании он говорит, он произносит одно слово: "Джордан". Затем Миллер спорит с Дейн по поводу опубликованной ею фальшивой информации, но она отказывается назвать Магеллана, своего источника. После того, как Миллер говорит ей, что подозревает, что Аль-Рави - это Магеллан, Дейн неохотно подтверждает, что Магеллан встречался с высокопоставленным чиновником в феврале в Иордании.
Миллер понимает, что люди Паундстоуна охотятся за Аль-Рави, и может назвать только одну причину: Аль-Рави подтверждает, что иракской программы создания оружия массового уничтожения не было, и теперь представляет серьёзную угрозу. Паундстоун конфискует записную книжку Мартина, в которой указаны местонахождения конспиративных квартир Аль-Рави. Когда Миллер пытается договориться о встрече с Аль-Рави, его похищают люди Аль-Рави после того, как Паундстоун объявил о решении распустить всю иракскую армию. Аль-Рави говорит Миллеру, что он проинформировал Паундстоуна о том, что программа создания оружия массового уничтожения была свернута после войны в Персидском заливе; однако Паундстоун сообщил, что Аль-Рави подтвердил наличие оружия массового уничтожения, чтобы у правительства США был повод для вторжения. Люди Паундстоуна нападают на конспиративную квартиру, и Аль-Рави убегает. Миллер сбегает от своих похитителей и гонится за Аль-Рави, в конце концов захватывая его, но Фредди внезапно стреляет в генерала, говоря Миллеру, что "Не тебе решать, что здесь происходит". Теперь, когда его единственный свидетель против Паундстоуна мертв, Миллер приказывает Фредди бежать.
Позже Миллер пишет уничтожающий отчёт. На встрече он встречается с Паундстоуном и передает ему отчет, но Паундстоун отвергает его, говоря Миллеру, что оружие массового уничтожения не имеет значения. Затем Паундстоун возвращается на встречу, но видит, что лидеры иракских фракций отвергают Зубайди, выбранного США в качестве лидера Ирака, как американскую марионетку и стремительно уходят. После этого Дейн получает по электронной почте отчёт Миллера и список репортеров крупнейших информационных агентств по всему миру.

## В ролях
- Мэтт Деймон — старший уоррент-офицер Рой Миллер
- Брендан Глисон — Мартин Браун, шеф бюро ЦРУ в Багдаде
- Грег Киннир — Кларк Паундстоун
- Эми Райан — Лори Дейн, журналист
- Игал Наор — генерал Мохаммед Аль-Рави
- Халид Абдалла — Фредди
- Майкл О’Нил — полковник Бетел
- Джейсон Айзекс — майор Бриггс
- Джерри Делла Салла — Уилкинс

## Производство

### Съёмки
- Общие затраты на фильм составили $150 млн: непосредственно на производство картины было выделено $50 млн и $100 млн на маркетинг.
- Фильм снимался в Испании, Марокко и Великобритании.
- Фильм снят по книге «Имперская жизнь в Изумрудном городе[англ.]».
- Фильм планировали начать снимать в конце 2007 года, почти сразу после премьеры фильма «Ультиматум Борна», но съемки начались 10 января 2008 года в Марокко.
- Сценарий фильма переписывался и переделывался несколько раз прямо по ходу съёмок картины.
- Старт фильма в прокате прошёл не очень удачно. Картина за одну неделю в прокате США собрала чуть более $14 млн, что можно расценить как провал. Кинокритики объясняют это жёсткой конкуренцией со стороны фильма Тима Бёртона «Алиса в Стране чудес»[4].

## Приём
Фильм получил смешанные отзывы у кинокритиков. Rotten Tomatoes сообщает, что 55 % из них дали ему положительные рецензии, основываясь на 161 отзыве, со средней оценкой 6/10. Другой агрегатор рецензий — сайт Metacritic, дал фильму 61 % на основе 35 рецензий.
Роджер Эберт из газеты Chicago Sun-Times дал фильму 4 звезды и написал, что Green Zone — это «адский триллер». Джеймс Берардинелли из ReelView оценил картину на 3.5 звезды.